# Argalasti
Argalasti (Grieks: Αργαλαστή) is een dorp en een voormalige gemeente in het departement Magnesia, Thessalië. Sinds de hervorming van de lokale overheid in 2011 maakt het deel uit van de gemeente Zuid-Pilion, waarvan het de zetel is. Het dorp ligt 40 km ten zuidoosten van Volos. Het is een belangrijk commercieel en toeristisch centrum van het gebied met een rijke culturele traditie. Argalasti is een tussenstop voor diegenen die op weg zijn naar de nabijgelegen stranden van de Pagasetische Golf (Chorto, Kalamos, Lefokastro) of de Egeïsche Zee (Potistika, Melani, Paltsi). Een voorbeeld van de architectuur uit het begin van de 20e eeuw is de kerktoren.

## Geschiedenis
Dit dorp in Pilion staat bekend om zijn architectonisch interessante gebouwen. In de muren van verschillende gebouwen in het dorp zijn stukken van gebouwen uit de oudheid en middeleeuwen gevonden. Dicht bij het stadsplein staat de kerk van de Apostelen Petrus en Paulus, gebouwd in 1886, met een marmeren klokkentoren uit 1913.